# František Zounek
František Zounek (16. srpna 1921, Brno – 2005, Brno) byl český architekt.
Je spoluautorem projektu brněnského sídliště Lesná, na kterém spolupracoval s Viktorem Rudišem, Miroslavem Dufkem a Ladislavem Volákem.

## Životopis
Během studií na gymnáziu v době protektorátu založil se svým spolužákem Janem Mojžíšem brněnskou buňku odbojové skupiny Předvoj. V letech 1945–1948 vystudoval architekturu a pozemní stavitelství na Vysoké škole technické Dr. Edvarda Beneše. Po ukončení studia pracoval ve Stavoprojektu, kde od roku 1955 zastával funkci vedoucího ateliéru. V roce 1958 navštívil spolu s Viktorem Rudišem finskou Tapiolu, předměstí Espoo zasazené do přírody, které se oběma architektům stalo inspirací při návrhu brněnského sídliště Lesná. Během normalizace v roce 1972 byl František Zounek zbaven své funkce vedoucího ateliéru ve Stavoprojektu, kam se vrátil po roce 1989.

## Dílo
- Sesterské ubytovny Fakultní nemocnice na Výstavní ulici v Brně (1955)[4]
- Sídliště Kosmova v Brně (1957–1960)[5]
- Experimentální bytový dům na Vinařské ulici v Brně (1958–1959)[6]
- Experimentální věžový bytový dům na Křídlovické ulici v Brně (1958, realizace 1960–1961)[7]
- Bytové domy na Mučednické ulici v Brně (1959)[8]
- Sídliště Brno–Lesná (1962-1970)[1][9][10]
- Bytové domy Purkyňova–Božetěchova v Brně (1968–1975)[11]
- Sídliště Líšeň (1977–1985)[12]